# Partit Nacional de Nigèria
El Partit Nacional de Nigèria (Nigeria National Party NPN) fou el partit polític dominant dins Nigèria durant la Segona República (1979-1983). Actualment ja no existeix.

## Història

### Formació
El començament del partit va ser traçat a reunions privades i de vegades secretes entre dirigents claus del Nord de Nigèria després de la proscripció de partits polítics el 1966 pels règims militars del general Johnson Aguiyi-Ironsi i del general Yakubu Gowon. Uns quants membres dels partits proscrits basats al nord de Nigèria va començar per organitzar un partit del Nord per preparar per un retorn a la democràcia; el grup també es va apropar a nigerians del sud sobre la perspectiva d'un partit veritablement nacional. Una assemblea constitucional es va organitzar el 1977 per preparar una constitució per un nou govern democràtic va resultar ser el millor camí pels membres del grup per rebrotar, conèixer i fer plans per les seves regions i per a la nació. El 20 de setembre de 1978, el Partit Nacional de Nigèria va ser format amb membres de l'assemblea constituent i sota el comandament de Makaman Bida, antic membre del Congrés dels Pobles del Nord (NPC). A la seva formació, el partit fou capaç de dibuixar més enllà de la seva d'antics membres del NPC i va saber atreure alguns polítics destacats de la primera república com Joseph Tarka, antic dirigent del Congrés de la Unitat del Cinturó del Mig (United Middle Belt Congress), K.O. Mbadiwe, un ex-ministre i Remi Fani-Kayode, un antic membre del Partit Democràtic Nacional de Nigèria (NNDP) que havia format Samuel Akintola. L'octubre de 1978, el partit va adoptar les "zones" per elegir els oficials del partit. Després va elegir un nou president, Augustus Akinloye, un ioruba i anterior ministre del govern del Partit Democràtic Nacional de Nigèrià sota Akintola a la Regió Occidental de Nigèria; es va imposar a Fani Kayode, Adeyinka Adebayo i Adeleke Adedoyin. L'elecció d'un nigerià del sud va pavimentar la via pel candidat a la presidència, Shehu Shagari, per anar a la base de nucli del partit: els estats haussa i fulanis.
Un de les promeses de campanya fou la implementació de la Revolució Verda com una política agrícola.

### Eleccions
El NPN va presentar candidats per dues eleccions importants, les eleccions de 1979 eleccions i les eleccions de 1983. El partit va guanyar 36 escons del Senat (de 95) i 168 escons de la Cambra de Representants (de 449). El 16 d'agost de 1979, el candidat del partit per l'elecció presidencial, Shagari, va ser declarat guanyador en el que va ser una elecció disputada. El partit va fer una aliança estable amb el Partit de Pobles Nigerians per aconseguir la majoria a l'Assemblea Nacional, l'aliança més va entrar en crisis el 1981. Per obtenir suport entre els igbos el partit va permetre el retorn de Odumegwu Ojukwu, el dirigent de Biafra. El cop d'estat de 1983 de Muhammadu Buhari va posar final a la segona república i va suspendre altre cop els partits polítics.
Moshood Abiola, un ex membre del Consell Nacional de Nigèria i els Cameruns (NCNC), no va tenir èxit en assolir la candidatura presidencial del NPN (més tard fou candidat del Partit Social Democràtic de Nigèria (SDP) en el cancel·lada elecció de 1993. Adamu Ciroma, un ex secretari del NPN, més tard va esdevenir membre sènior del Partit Democràtic dels Pobles.